# アンティオコス4世エピファネス
アンティオコス4世エピファネス（Αντίοχος Δ' Επιφανής、紀元前215年? - 紀元前163年）は、紀元前2世紀のセレウコス朝シリアの王（在位：紀元前175年 - 紀元前163年）。プトレマイオス朝を圧倒したことでユダヤを支配下に治めたが、やがてマカバイ戦争を引き起こすことになった。

## 生涯
アンティオコス3世の子、セレウコス4世フィロパトルの弟として生まれたアンティオコス4世は、もともとミトラダテスという名前であったが、即位後（あるいは兄アンティオコスの死後）アンティオコス4世という名前を持ったようである。
アンティオコス4世はセレウコス4世の死後、権力の座についた。彼は紀元前188年にシリアと共和政ローマの間で結ばれたアパメア和約を受けて、ローマへの人質となり、同地で暮らしたが、セレウコス4世の正統な後継者である嫡子（後のデメトリオス1世ソテル）と交換されてシリアへ戻った。アンティオコスはこの機会を逃さず、まだ幼いセレウコス4世の継承者アンティオコス王子の摂政の座につき、数年してアンティオコス王子を葬ることに成功した。
アンティオコス4世の時代の事跡で特筆すべきことは、プトレマイオス朝との戦いに勝利を収めたことである。この勝利により、アンティオコス4世はエジプト征服の寸前までいったが、中東の軍事バランスが崩れることを危惧したローマ軍の介入と、ユダヤでおきた反乱（マカバイ戦争）のため、断念せざるを得なかった。アンティオコスはユダヤに対して圧政を持って臨み、エルサレムを破壊し、多くの敵対者を処刑した。これに対してユダヤ人たちはユダ・マカバイの一族であるハスモン家をリーダーとして立ち上がり、アンティオコスの派遣した軍を撃破するなど各地で奮闘した。アンティオコスは怒りにかられて自らユダヤ侵攻軍を率いたが、道半ばにして急死した。紀元前163年のことであった。
アンティオコス4世は勃興しつつあったパルティア王国への派兵も繰り返しており、作戦の当初においてパルティア軍を打倒したが、これも王の急死によって断念された。アンティオコス4世の継承者となったのはまだ幼かったアンティオコス5世エウパトルであった。
この時代はセレウコス朝が勢いを見せた最後の時代となった。彼の死後、幼い王子が残されたため、セレウコス朝は混乱し、以後は衰退の一途をたどることになり、約100年後にローマによって滅ぼされることとなる。